# Bezerédj család

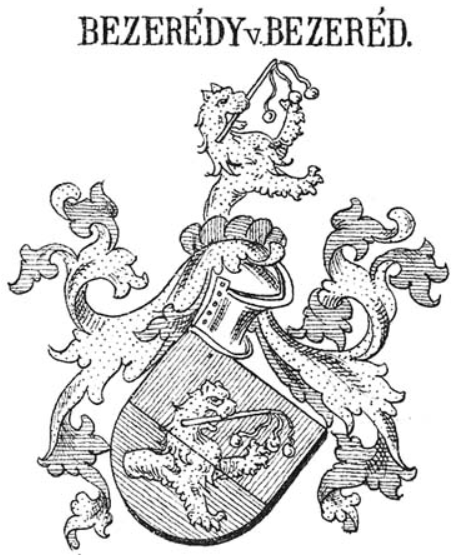
A Bezerédj család címere

A Bezerédj (ejtsd: /bezerédi/) ősrégi magyar család, mely a Veszprém és Zala vármegyében elterjedt Lőrente nemzetségből vette eredetét, a kihalt Essegváry és Lőrentey családokkal együtt. Az utóbbiak a XIII. század második harmadában élt János fia Saultól származnak: a nemzetség többi tagjai közül Dedalus 1236-ban Gyula országbíró prisztaldusa volt; 1256-ban szerepel Onth; 1279-ben jönnek elő Leupard fiai Dániel és Merse, valamint Luka fia Herbord; 1302-ben bukkan fel Vécs fia Csobot.
A Bezerédj-ágat legelőször 1345-ben említik, midőn Bezerédj Sebe hadnagy fiának Egyednek György, Miklós és Mihály nevű fiai Varsányi Ogmándor és fiait meghagyják azon bezerédi birtokrész használatában, melyet ezek Bezerédj Danka fiaitól, Demeter- Dénes- és Lukától és Bezerédj Sebestyén fiától, Pétertől vásároltak. 1343-ban Bezerédj Vörös László fiai Pál és Jakab osztozkodtak; ugyanezek 1359-ben is említtetnek Bezerédj Gyármán unokáival, tudniillik László fiai Gál és Péterrel s János fia Péterrel, továbbá Bezerédj Domokos fiával, Miklóssal.
A XV. század elején élt Bezerédj György, kinek fiai Zsigmond és János a husziták elleni harcokban tanúsított vitézségükért címert kapnak Zsigmond királytól. 1440-ben a Lőrinthei László magva szakadtával, mint legközelebbi vérrokonok, tiltakoztak Lőrinte helységnek a korona részére leendő lefoglaltatása ellen; a községet vissza is kapják s 1456-ban új adomány címén megerősíttetnek birtokában. Bezerédj Zsigmond kis unokája jeles katona volt János király részén, elesett 1527-ben Szegednél a kalandor Fekete Iván cár ellen, testvérei Mihály és György pedig a mohácsi ütközetben ontották vérüket. Mihály unokája László 1610-ben kapuvári várnagy, fia György pedig 1656. és 1659. között soproni alispán és országgyűlési követ volt. Bezerédj István zalai és somogyi másod alispán, s a pápai várban levő lovasság kapitánya 1662-ben.
Bezerédj Tamás elesett a törökök ellen Zimonynál 1691-ben. Öccse, Imre, II. Rákóczi Ferenc híres-hírhedt brigadérosa, akit 1708. december 18-án Sárospatakon árulási kísérletéért lefejeztek.
Bezerédj Miklós veszprémi kanonok és címzetes püspök. Bezerédj Mihály elébb győri alispán és országgyűlési követ, majd 1786. szeptemvir. Fia, Ignác szintén országgyűlési követ, s 1793-tól szeptemvir. Ennek fia ifjabb Bezerédj Ignác Győr vármegyének volt sok évig alispánja és követe.

## Híres családtagok
- Bezerédj Amália (1804–1837)
- Bezerédi Ádám 17. századi író
- Bezerédy Gergely 19. századi költő
- Bezerédj György (1779–1863) tanácsos
- Bezerédj Gyula (1825–1880) alispán
- Bezerédj Imre (1679–1708) kuruc brigadéros
- Bezerédj István (1796–1856) reformkori politikus
- Bezerédj László (1813–1871) jogász, országgyűlési képviselő
- Bezerédj Pál (1840–1918) mezőgazdász, a magyar selyemhernyó-tenyésztés és selyemgyártás mentora
- Bezerédj Viktor (1855–1913) politikus, miniszteri tanácsos, államtitkár
- Bezerédy Zsigmond (1638–?) naplóíró.

## Kastélyok, kúriák
- Bezerédy-kúria (Bakonybánk)
- Bezerédj-kastély (Szedres)
- Bezerédy-kiskastély (Rum)
- Bezerédy-kastély (Uraiújfalu)
- Bezerédy-kastély (Vasszilvágy)
- Bezerédy-kastély (Zsennye)
- Bezerédy-kastély (Kisgörbő)

## Album

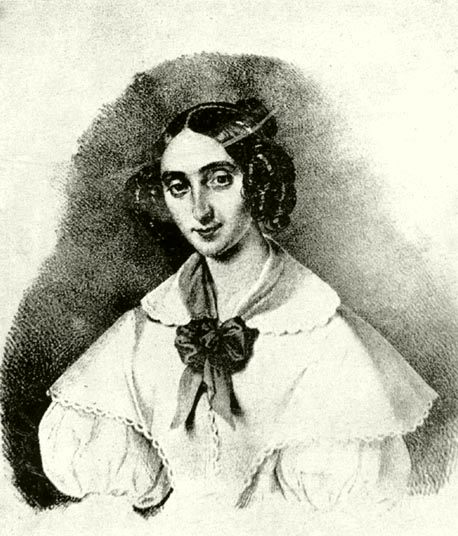
Bezerédj Amália
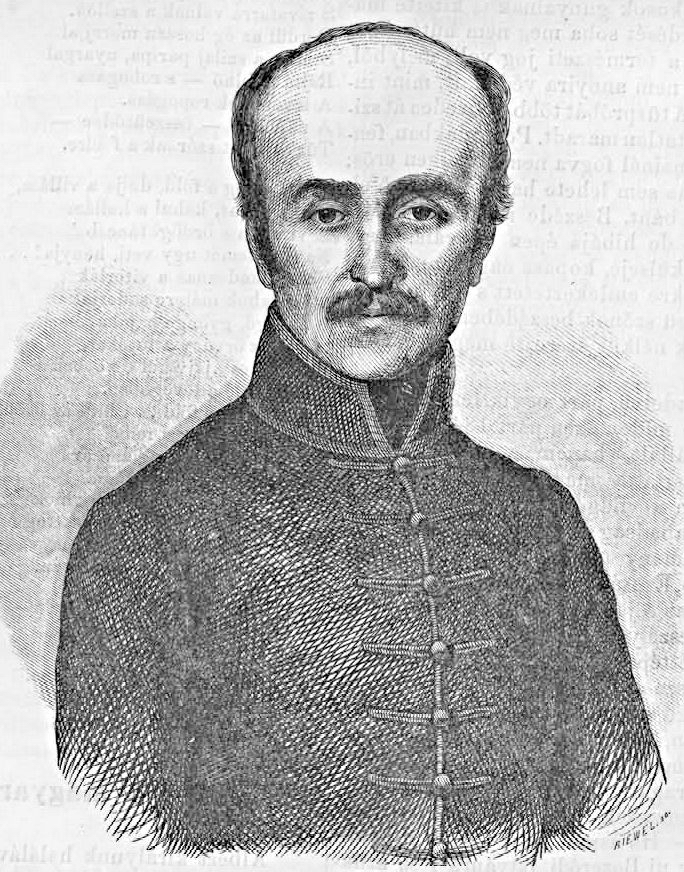
Bezerédj István